# Chicago XXXVIII: Born For This Moment
Chicago XXXVIII: Born For This Moment es el próximo y trigésimo octavo álbum de estudio de la banda de rock estadounidense Chicago, que se lanzará el 15 de julio de 2022 bajo Chicago Records, II, Inc. Los sencillos "If This Is Goodbye" y "Firecracker" fueron los próximos sencillos. lanzado justo a tiempo del lanzamiento del álbum. Este es su primer álbum de estudio completo en tres años desde Chicago XXXVII: Chicago Christmas (2019) y que también refleja muchos cambios de personal en la formación de la banda entre 2021 y 2022, este es el primer álbum de estudio desde la partida del guitarrista Keith Howland, quien dejó el grupo a fines de 2021 citando un brazo roto en un accidente a mediados de noviembre, quien posteriormente fue sucedido en 2021 por el guitarrista Tony Obrohta. También es el primer álbum desde Chicago XXX de 2006 que no presenta al teclista/vocalista de toda la vida Lou Pardini, quien se fue en 2022, quien también fue reemplazado inicialmente por Loren Gold a fines de 2022. Además, será el primer álbum de estudio que no presenta al bajista. Brett Simons, quien había dejado la banda antes de su lanzamiento, quien luego fue reemplazado inicialmente a principios de 2022 por el bajista Eric Baines.
- Datos: Q114344891